# Markaryd (gemeente)
Markaryd is een Zweedse gemeente in de provincie Kronobergs län. Ze heeft een totale oppervlakte van 535,6 km² en telde 9636 inwoners in 2004.

## Plaatsen
| # | Plaats        | Inwoneraantal |
| - | ------------- | ------------- |
| 1 | Markaryd      | 3 826         |
| 2 | Strömsnäsbruk | 2 006         |
| 3 | Traryd        | 687           |
| 4 | Timsfors      | 609           |